# Ashley Parker
Ne doit pas être confondu avec Ashley Park.
Ashley Rebecca Parker est une journaliste américaine née vers 1982 ou 1983 à Bethesda au Maryland.
Correspondante politique nationale principale du Washington Post et analyste politique principale de MSNBC, de 2011 à 2017 elle a été journaliste politique à Washington pour le New York Times. Jeffrey Goldberg (en), rédacteur en chef de The Atlantic, a annoncé qu'elle y entrerait comme rédactrice à la mi-janvier 2025.

## Vie privée
Ses parents sont Bruce et Betty Parker. Son père a dirigé l'Environmental Industries Association. Elle est mariée et a deux filles avec Michael C. Bender (en).

## Carrière
Elle faisait partie de l'équipe de reportage du Washington Post qui, avec l'équipe du New York Times, a remporté le prix Pulitzer du reportage national en 2018 pour sa couverture de l'ingérence russe dans les élections américaines de 2016. 
Le 7 septembre 2019, Donald Trump a appelé Ashley Parker et son collaborateur Philip Rucker (en) « deux journalistes légers et méchants » dans un tweet et a appelé à leur bannissement de la Maison-Blanche. 
Le 20 novembre 2019, Ashley Parker a été coanimatrice du cinquième débat présidentiel du Parti démocrate pour la campagne des primaires de 2020, avec Rachel Maddow, Andrea Mitchell et Kristen Welker (en). 
En janvier 2021, elle est devenue cheffe de service pour la Maison-Blanche du Washington Post.
En 2021, Parker a fait partie de l'équipe du Washington Post qui a développé « The Attack », une série en ligne en trois parties citant les failles de sécurité systématiques avant l'attaque du Capitole des États-Unis en janvier. La série a remporté le Prix national du journalisme George Polk 2021.
Le 9 mai 2022, elle a fait partie de l'équipe du Washington Post qui a reçu le prix Pulitzer du service public.
En juillet 2022, Ashley Parker a obtenu le titre de correspondante politique nationale principale du Washington Post. 
En décembre 2024, The Atlantic a annoncé que la journaliste rejoindrait l'équipe du magazine en tant que rédactrice.
Elle faisait partie de l'équipe du Washington Post qui a remporté le Prix du journalisme national 2024 pour son étude du lourd bilan du fusil semi-automatique AR-15.